# Digitale cinema

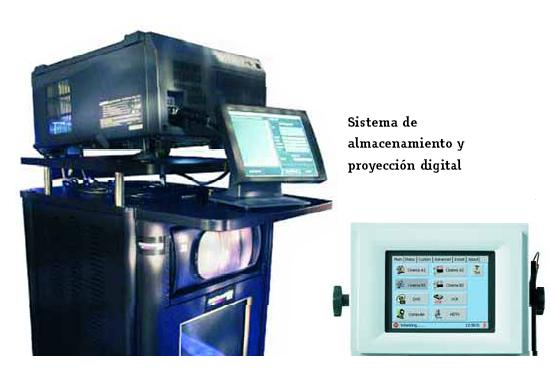
Digitaal projectie- en opslagsysteem.

Digitale cinema verwijst naar het gebruik van digitale technologie om films te verspreiden of te projecteren, in tegenstelling tot het historische gebruik van speelfilms op filmrol. Digitale films worden in de bioscoop geprojecteerd met een digitale videoprojector in plaats van een filmprojector.

## Distributie
Waar filmspoelen naar bioscopen moeten worden verzonden, kan een digitale film op meerdere manieren naar bioscopen worden gedistribueerd: via internet of speciale satellietverbindingen, of door harde schijven of optische schijven zoals Blu-ray-schijven te verzenden. Ook de kosten ervan zijn aanmerkelijk lager; het maken van een filmrol kan circa €2000 kosten, terwijl een harde schijf van 300 GB ongeveer €50 kost. Daarbij kunnen harde schijven opnieuw worden gebruikt.
Een nadeel is het aanpassen van de bioscopen. Men moet nieuwe servers, opslagsystemen, audiosystemen en videoprojectors aanschaffen. De kosten hiervan kunnen oplopen tot wel €100.000 per bioscoopzaal.

## Technologie
Digitale cinema onderscheidt zich van high-definition television, (hd-tv met een resolutie van 1920×1080) en 4K of UHD (met een resolutie van 3840×2160) en maakt niet noodzakelijk gebruik van traditionele televisie of andere traditionele videostandaarden. In digitale cinema worden resoluties weergegeven door het horizontale aantal pixels, meestal 2K (2048×1080) of 4K (4096×2160). 
Toen de digitale bioscooptechnologie begin 2010 verbeterde, schakelden de meeste bioscopen over de hele wereld over op digitale videoprojectie. De 2K- en 4K-resoluties die worden gebruikt bij digitale bioscoopprojectie worden vaak DCI 2K en DCI 4K genoemd. DCI staat voor Digital Cinema Initiatives.
Standaard worden bioscoopfilms nog meestal met 24 beelden per seconde afgewerkt, net als voor de komst van digitale camera's. Terwijl producties voor televisie in Nederland met 25 en in Amerika met 30 beelden per seconde worden opgeleverd. Dit wordt uitgedrukt in fps (frames per second, of beelden per seconde).